# Acid fluoroboric
Acidul fluoroboric sau acid borofluorhidric (denumit și acid tetrafluoroboric) este un compus anorganic, un hidracid cu o tărie acidă foarte mare (un superacid) cu formula chimică [H+][BF4−] (unde H+ este un proton solvatat sau ion hidroniu). Solventul utilizat pentru formarea acestuia poate fi orice bază Lewis corespunzătoare, de exemplu apa, care formează H
3OBF
4 (borotetrafluorură de hidroniu), iar pentru solvatarea cu mai multe molecule de apă se poate nota [H(H2O)n+][BF4−]. Spre deosebire de acizii sulfuric sau percloric nu poate exista în stare nesolvatată. Este un amestec de soluții apoase de acid fluorhidric și trifluorură de bor.
Este produs majoritar ca precursor pentru alte săruri de tip borofluoruri.